# Charles de Levin

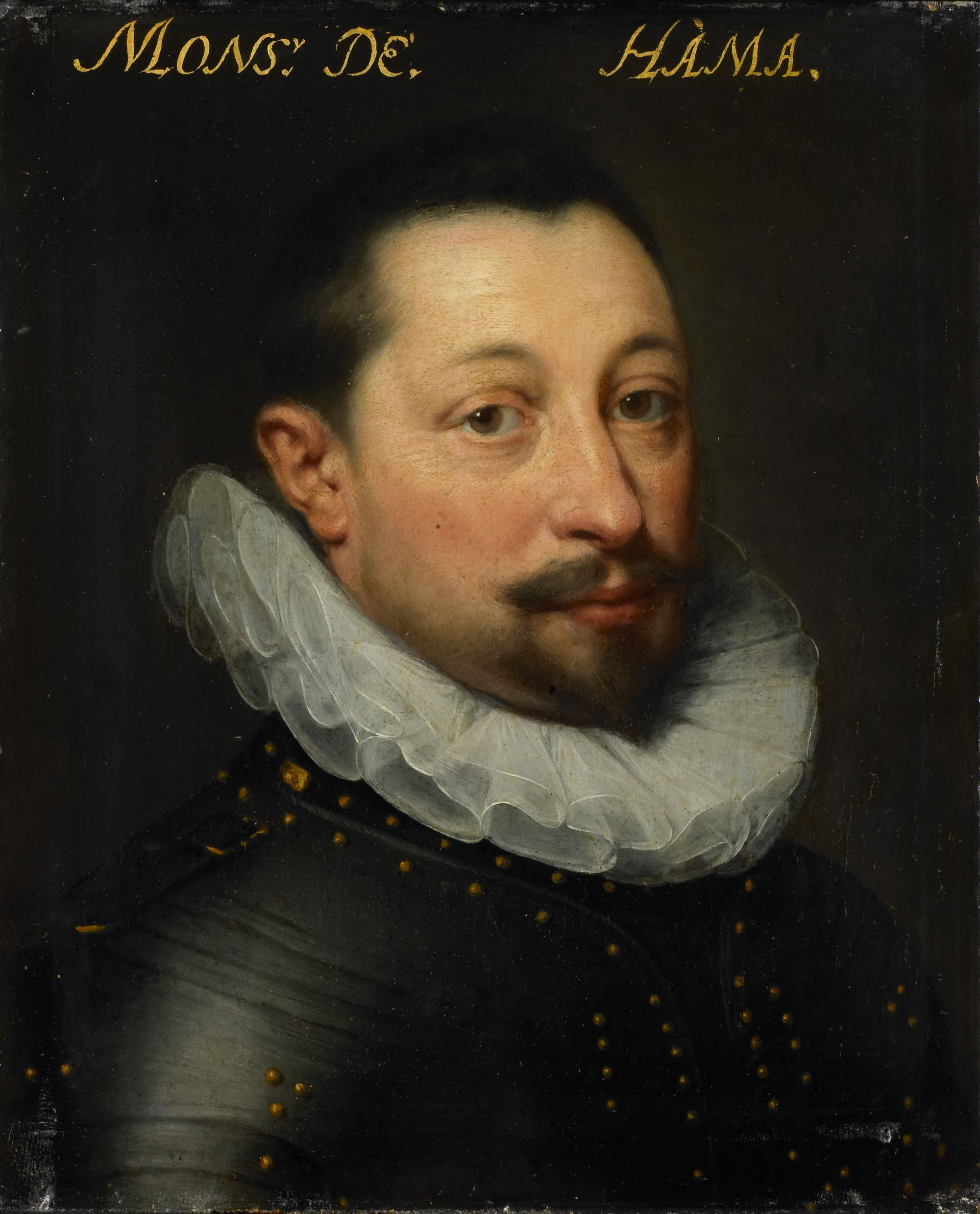
Charles de Levin door Jan Antonisz. van Ravesteyn.

Charles de Levin, heer van Famars, Lousart en Thoricourt (gestorven Ootmarsum, 30 juli 1592) was een militaire bevelhebber ten tijde van de Tachtigjarige Oorlog.
Charles de Levin was de zoon van Jacques de Levin en Philippine van Lamelin, vrouwe van Famars.
Charles de Levin werd in 1586 generaal bij de Staatse artillerie, nadat hij in 1566 al aanwezig was geweest in Valenciennes en in 1572 in Mechelen. Onder het bewind van de prins Willem van Oranje, werd hij generaal van de cavalerie en in 1586 gouverneur van de vesting Heusden. In 1592 was hij aanwezig bij het beleg van Steenwijk. Hetzelfde jaar vond hij de dood. Hij werd door een kogel getroffen toen zijn troepen het Spaanse fort in Ootmarsum aanvielen.
Zijn dochter Anne was getrouwd met Daniël de Hertaing. Hij had ook twee zoons, die Philips en Willem heette. Philips volgde zijn vader op als gouverneur van de vesting Heusden. Beide zoons waren luitenant-kolonel in het Staatse leger.
Philips trouwde met Louise, een dochter van Filips van Marnix, heer van Sint Aldegonde en West Souburg, die jarenlang één van de belangrijkste adviseurs van Willem van Oranje was geweest. 

## Externe bron
- (de)  Pierer's Universal-Lexikon von 1857, bladzijde 324